# Изюмский, Николай Александрович
Никола́й Алекса́ндрович Изю́мский (1904, Москва — 1967, Москва) — кавалер Ордена Красной Звезды, инженер-теплотехник, автор справочников и пособий, мемуарист.

## Биография
Н. А. Изюмский родился в 1904 году в Москве. Во время Великой Отечественной войны служил техником в железнодорожной бригаде в звании лейтенанта. Был награждён медалью «За боевые заслуги» (1944) и Орденом Красной Звезды (1945). После войны работал инженером-теплотехником, опубликовал ряд монографий, справочников и пособий по котлонадзору (преимущественно в соавторстве). Оставил записи семейных преданий, касающихся его предков со стороны матери — Людоговских, Лайкевичей, Кругликовых и Нико́левых. Был женат, детей не имел. Умер в Москве в 1967 году, похоронен на Ваганьковском кладбище.

## Семья
- Отец — Александр Николаевич Изюмский (1868—1920).
- Мать — Елизавета Николаевна Изюмская (урождённая Людоговская; 1876—1921/22), внучка Л. Ф. Людоговского.
- Брат — Борис Александрович Изюмский (1902—1950).
- Двоюродный брат — Николай Сергеевич Людоговский (1904—1984), староста Троицкого собора Александро-Невской лавры[3].
- Жена — Елена Осиповна Изюмская (урождённая Шефль; 1904—1989).

### Техническая литература
- Н. А. Изюмский, А. С. Лебедев. Стали для ремонта и изготовления паровых котлов. — М., 1947. — 27 с.
- Н. А. Изюмский, А. С. Лебедев. Сварка при ремонте котлов и аппаратов. — М., 1948. — 64 с.
- Н. А. Изюмский, А. С. Лебедев, И. С. Хандурин. Восстановление и ремонт паровых котлов. — М., 1949. — 112 с.
- Н. А. Изюмский, А. С. Лебедев. Установка и обслуживание котлов и аппаратов в жилищно-коммунальном хозяйстве. — М., 1949. — 124 с.
- Н. А. Изюмский, А. С. Лебедев. Справочник по котлонадзору в жилищно-коммунальном хозяйстве. — М., 1952. — 180 с.
- Н. А. Изюмский, А. С. Лебедев. Сборник правил и руководящих материалов по котлонадзору.
  - 1-е изд.: М., 1954. — 440 с.
  - 2-е изд.: М., 1955. — 480 с.
  - 3-е изд.: М., 1959. — 622 с.
- Н. А. Изюмский. Повреждения паровых и водогрейных котлов и способы их предупреждения. — М., 1955. — 252 с.
- Н. А. Изюмский, В. С. Симкин. Повышение надежности паровых котлов и паропроводов. — М., 1967. — 37 с.

### Мемуарная литература
- Н. Изюмский. Легенда о колоколе. — Рукопись. — 13 с.
  - Текст рукописи: часть первая, часть вторая, предисловие публикатора.
  - Скан рукописи: с. 1—3, с. 4—6, с. 7—9, с. 10—11, с. 12—13.
- [Н. Изюмский]. История старого образа. — Рукопись. — 2 с.
  - Текст рукописи.
  - Скан рукописи.